# عشق از نو
عشق از نو (به ترکی استانبولی: Aşk Yeniden) مجموعهٔ تلویزیونی ترکیه‌ای در ژانر کمدی و عاشقانه است که از فاکس پخش شد. نقش‌های اصلی آ ن را ازگه ازپیرینچی و بورا گولسوی ایفا می‌کنند. این مجموعه در ۱۰ فوریهٔ ۲۰۱۵ به نمایش درآمد و در ۱۴ ژوئن ۲۰۱۶ به پایان رسید.
این سریال با دوبله فارسی از شبکه های جم در ۱۷۴ قسمت پخش شد‌‌.

## داستان
زینب که بدون خبر دادن به خانواده اش، با عشقش اَرتان به آمریکا فرار کرده بود، بعد از اینکه توسط ارتان ترک شد، با پسر چند ماهه اش، نا امید به ترکیه برمی گردد. زینب که نمی‌داند چه توضیحی دربارهٔ پسرش، به پدر خود بدهد، درمانده سوار هواپیما می‌شود. از طرف دیگر فاتح که برای فرار از نامزد اجباریش به آمریکا رفته بود، بعد از شکست عشقی در آمریکا تصمیم به بازگشت به ترکیه می‌گیرد. داستان این دو که در راه برگشت به خانه با هم آشنا می‌شوند، قصهٔ سریال عشق از نو ست. که لحظات خنده دار و عاشقانه‌ای را می‌آفریند.

## شخصیت‌ها
| بازیگر                | شخصیت            | قسمت‌ها | توضیحات                                                                                           |
| --------------------- | ---------------- | ------ | ------------------------------------------------------------------------------------------------- |
| ازگه ازپیرینچی        | زینب تاشکین      | -۱     | دختر بیست و پنج سالهٔ شوکت دره، مادر سلیم، و همسر سوری فاتح عروس مقدس و فهمی                       |
| بورا گولسوی           | فاتح شکرجی زاده  | -۱     | پسری سی ساله، خوشتیپ و ثروتمند، همسر سوری زینب که سلیم را مثل پسر خودش دوست دارد.                 |
| تامر لِوَنت             | شوکت تاشکین      | -۱     | معروف به رئیس شوکت دره، مردی در ظاهر بسیار سرد، ولی صاحب قلبی مهربان همسر مریم پدر زن فاتح.       |
| تولون اورال           | گُلسوم شکرجی زاده | -۱     | مادر بزرگ پدری فاتح.                                                                              |
| لاله باشار            | مقدس شکرجی زاده  | -۱     | مادر فاتح، که اصلاً از زینب خوشش نمی‌آید آدمی رو مخ و حقیر.                                         |
| دیدم سویدان           | ایرم شنجان       | -۱     | نامزد سابق فاتح، زنی بسیار زیبا، که برای دوباره به دست آوردن فاتح هر کاری می‌کند.                  |
| مرت اوجال             | ارتان            | -۱     | عشق اول زینب، که به خاطر او از همه چیزش گذشت و همراه او به آمریکا رفت، پدر سلیم، دوست پسر جانسو.  |
| نیلای دنیز            | سلین شکرجی زاده  | -۱     | خواهر کوچکتر فاتح همسر اورهان عروس یادگار.                                                        |
| جان سیپاهی            | اورهان گونای     | -۱     | پسر عمهٔ زینب، خوشتیپ و مانند دایی اش دیوانه پسر یادگار برادر الیف سو همسر سلین داماد مقدس و فهمی. |
| اورهان آلکایا         | فهمی شکرجی زاده  | -۱     | پدر فاتح، مردی صبور و آرام پدر زن اورهان پدر شوهر زینب                                            |
| نازلی توسون اوغلو     | یادگار گونای     | -۱     | خواهر کوچک تره شوکت دره، مادر اورهان و اِلیف سو مادر شوهر سلین                                     |
| فاتما کارانفیل        | هاجر             | -۱     | دایه وپرستار ‍‍‍ فاتح،سلین وسلیم                                                                      |
| سما کچیک              | مریم اوزَر        | -۵     | مادر زینب همسر شوکت مادر زن فاتح.                                                                 |
| سو بورجو یازگی جوشکون | الیف سو گونای    | -۱     | دختر یادگار، خواهر اورهان، دختر عمه زینب                                                          |

## تاریخ پخش
| فصل     | روز و ساعت پخش       | شروع            | پایان        | تعداد قسمت‌های پخش شده | قسمت‌ها | سال       | شبکه |
| ------- | -------------------- | --------------- | ------------ | --------------------- | ------ | --------- | ---- |
| فصل اول | سه شنبه‌ها ساعت ۲۰:۰۰ | ۱۰ فوریه ۲۰۱۵   | ۱۶ ژوئن ۲۰۱۵ | ۱۹                    | ۱–۱۹   | ۲۰۱۵      | فاکس |
| فصل دوم | سه شنبه‌ها ساعت ۲۰:۰۰ | ۱۵ سپتامبر ۲۰۱۵ | ۱۴ ژوئن ۲۰۱۵ | ۴۰                    | ۲۰–۵۹  | ۲۰۱۵–۲۰۱۶ | فاکس |